# Тереза Јохав
Тереза Јохав (норв. Therese Johaug; 25. јун 1988) норвешка је скијашица која се такмичи у дисциплини скијашко трчање. Укупно је освојила преко 20 медаља на великим такмичењима од који су четири са Олимпијских игара.
У октобру 2016. Јохав је била позитивна на клостебол и била је суспендована на 18 месеци. Због суспензије Јохав није могла да учествује на Зимским олимпијским играма 2018. На ЗОИ 2022. освојила прву медаљу за своју земљу и прву медаљу уопште на играма те године.